# Nastri d'argento 1953
L'8ª edizione dei Nastri d'argento si è tenuta nel 1953.

## Vincitori
- Processo alla città di Luigi Zampa, per il complesso degli elementi che hanno contribuito alla attendibile evocazione di un'epoca e di una società
- Claudio Gora per avere impostato in Febbre di vivere una coraggiosa indagine di ambiente e di costume
- Ingrid Bergman - Europa '51
- Gino Cervi per il complesso delle sue interpretazioni
- Renato Rascel per l'estrosa collaborazione data al regista Alberto Lattuada nel comporre il personaggio principale de Il cappotto
- Gabriele Ferzetti - La provinciale
- Enzo Serafin per il complesso della sua attività
- Maria De Matteis per i costumi de La carrozza d'oro
- Valentino Bucchi per le musiche di Febbre di vivere
- Charlie Chaplin Luci della ribalta (Limelight) migliore film straniero